# 西游录
《西遊錄》元代湛然居士著。湛然居士是成吉思汗左右員外郎耶律楚材的法號。1219年-1224年耶律楚材隨成吉思汗大軍西征波斯，耶律楚材寫下隨軍報告，記錄所經之地，在1228年成書，1229年刊行。1221年長春真人丘處機應成吉思汗之召到西域晉見成吉思汗，長春真人在西域不時向湛然居士講解道教，二人雖然時常有詩歌唱和，但耶律楚材篤信佛教，二人在信仰上實際上格格不入。《西遊錄》分兩上下冊，上冊記述成吉思汗大軍所過之地，下冊以居士和客人對話形式，借此批駁長春真人。

## 行程
1218年春，耶律楚材離開北京永安（今香山）故居，取道居庸關，經過武川（今內蒙古自治區武川縣、雲中（今山西大同市），北越天山（今內蒙古自治區呼和浩特市北的大青山），過沙漠，抵達克魯倫河畔晉見成吉思汗。1219年成吉思汗大軍西征，過金山（今阿爾泰山）；時逢盛夏，金山積雪，成吉思汗命鑿冰開路度師。金山南隅有回鶻都城別石把，唐代稱為翰海軍。。城西北幾百里有翰海（大戈壁沙漠）。城西二百餘里有輪台縣。城南五百里為和州，唐代稱為高昌，高昌城西有五端城，唐代為于闐國（今新疆和田），產烏白玉。過翰海軍（別石把）千里許，抵達不剌城（今新疆博樂市)），城南陰山橫亙，山上有湖，周圍七八十里（今賽里木湖）。過陰山抵達阿里馬城，多野蘋果林擒，西域人稱林擒為“阿里馬”。西行抵達亦列河（今伊黎河）。河西為西遼都城虎司窩魯朵。西數百里為塔剌思城，再西南四百餘里有苦盞、八普、可傘、芭欖等城。苦盞產大石榴，芭欖城產芭欖而得名；八普城產大西瓜，最大的重五十斤重，甘甜可口。去芭欖西北五百里，有訛打剌城。此城主曾殺成吉思汗使者及數百商人，導致成吉思汗西征討伐。由訛打剌城往西千餘里，為大城尋思干（撒馬爾罕），肥沃土地之意；西遼稱為河中府。撒馬爾罕富庶，通行金幣、銅幣。城周幾十里園林遍布，“家必有園，園必成趣。飛渠走泉，方池園沼，柏柳相連，桃李連延”。城西六七百里為蒲華城，蒲華西有阿姆河，河西留入海。河西有五里犍城、班城。由此入北印度，土產甘蔗，土人以此釀酒、熬糖。

## 版本
- 《庶齋老學從談》節本
- 日本宮內圖書寮足本

## 翻譯本

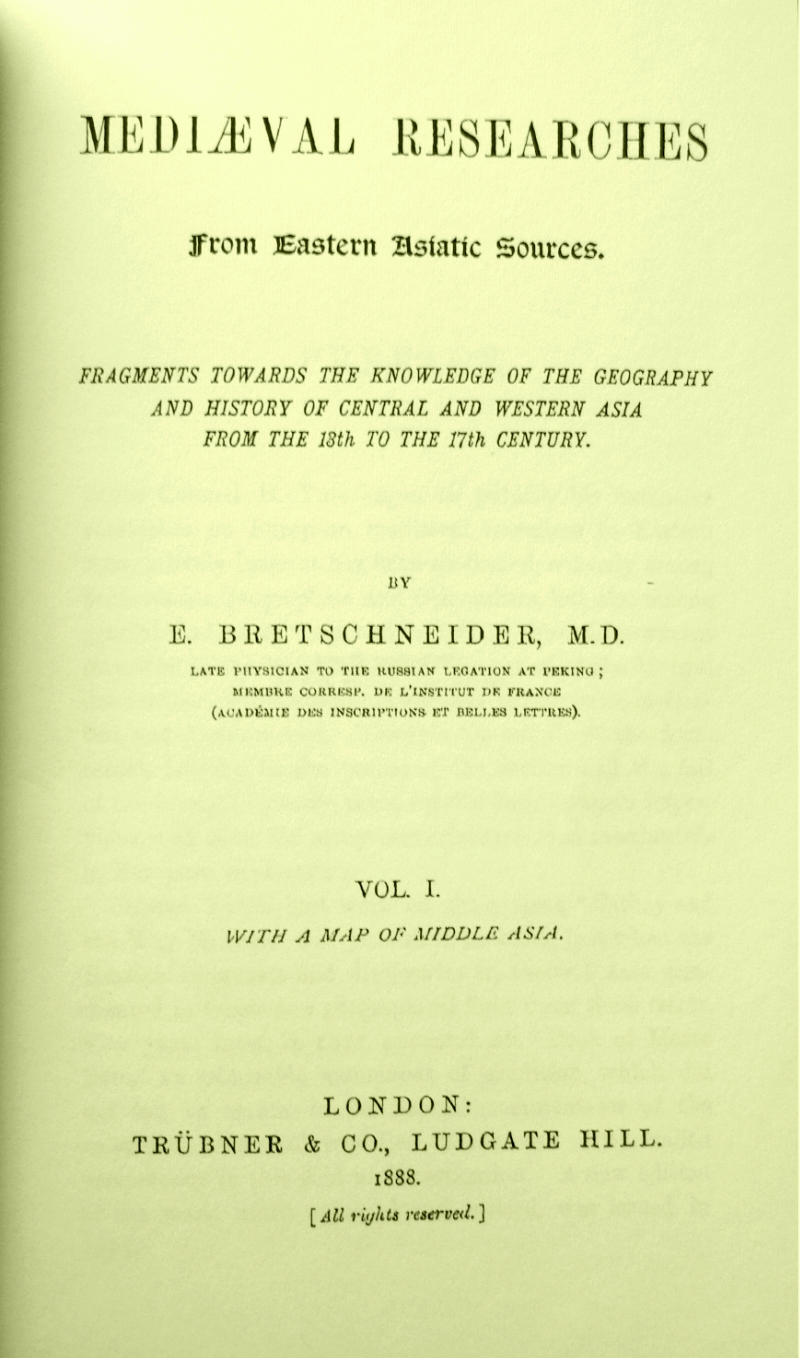
布雷特施奈德
《中世紀研究》
1888年

俄國駐北京公使館醫生貝勒（ Emil Bretschneider）將收入
《庶齋老學從談》中的《西游錄》節本翻譯成英文，名之為SI YOU LU（YE-LU CH‘U TS’AI）收入《中世紀研究》卷一中。1888年在倫敦出版。文前附譯者的序言，譯文長15頁，注釋40條。